# Илия Бабанаков
Илия Георгьов Бабанаков е говедар, роден в село Копривщица (около 1850 – 1856), участник в Априлското въстание от 1876 г.
Илия Бабанаков живее и отглежда крави в местността, наречена на името на неговия род – „Бабанакови колиби“. Понеже добитъкът не е негова собственост, по някое време се мести да живее в селото, в дома на сродника му поп Никола Белчов. Като буден младеж през март 1876 г. узнава за плановете на Революционния комитет за повдигане на въстание. Тъй като добре познава местностите в Средногорието и подходящите тайни пътеки, е приет за комитетски член.
До обявяването на въстанието в Копривщица изпълнява длъжността на таен комитетски куриер и снабдител с оръжие и муниции. На 20 април 1876 г. е на разположение на военния съвет при революционния комитет. При образуване на четите, определени и разпратени по различни позиции в околностите на селото, е определен за четоводец (войвода) на отделение от групата на Георги Тосунов. Заедно с двадесет души селяни е изпратен като охрана на източното било на Същинска Средна гора, между Копривщица и село Клисура. На 26 април, когато клисурци под предводителството на Никола Караджов започват битката в местността „Зли дол“ с башибозушките орди на главореза Тосун бей, е изпратен като подкрепление на въстанала Клисура. След опожаряването на това село Илия оказва съдействие на остатъците от клисурското население да се изтегли към Копривщица. В тази операция четата на Бабанаков не дава никакви жертви.
Когато родното село на Илия Бабанаков е превзето и окупирано на 2 май от турците под предводителството на Хафъз паша, той забягва въоръжен по горите и се крие там през цялото лято. По този начин се спасява от арест, инквизиции и обесване, каквато е съдбата на повечето от неговите другари.
Илия Георгиев Бабанаков е единственият въстаник от 1876 г., съхранил своята въстаническа униформа и бойни отличителни знаци до Освобождението на Копривщица от отрядите на полковник Дмитрий Комаровски в края на декември 1877 г. Почива неизвестно кога, след 11 ноември 1911 година, когато отправя молба за поборническа пенсия, писана от неговите свидетели и другари по оръжие, тъй като самият той е бил неграмотен.